# Andrés López (pintor)

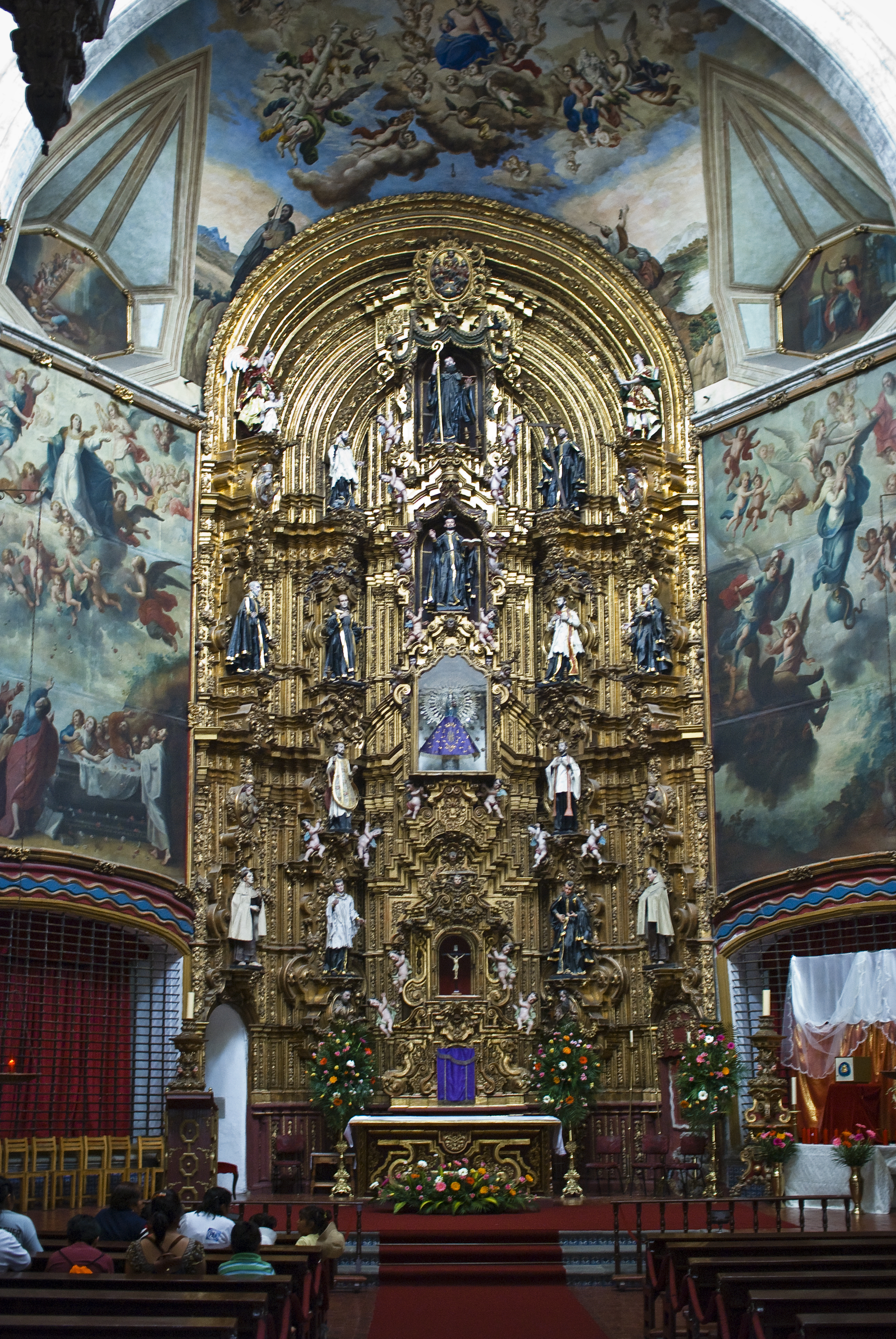
Altar mayor de La Enseñanza con los lienzos murales La Asunción (izquierda) y La Virgen del Apocalipsis (derecha)

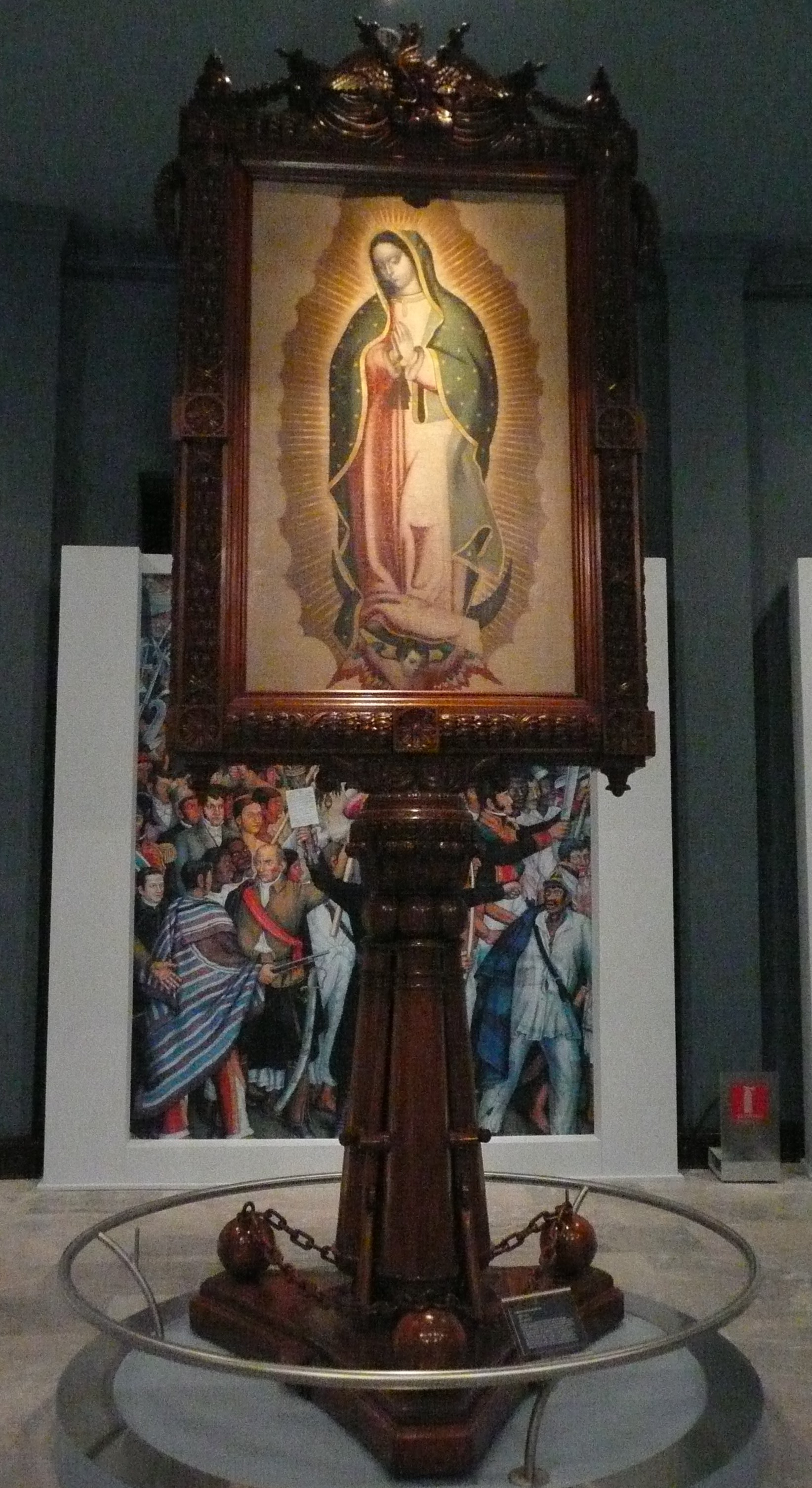
Estandarte de Hidalgo, pintado por Andrés López en 1805, conservado en el Museo Nacional de Historia de México.

Andrés López fue un pintor novohispano activo entre 1763 y 1811, especializado en obras de tema religioso y en retratos. Estudió en la Academia de San Carlos y su estilo está relacionado con el de José de Alcíbar. Andrés fue hijo del pintor Carlos Clemente López, relacionado con los hermanos Nicolás Rodríguez Juárez y Juan Rodríguez Juárez.
En 1779, López realizó los lienzos murales La Asunción y La Virgen del Apocalipsis, que franquean a izquierda y derecha el altar mayor del Templo de Nuestra Señora del Pilar, también conocido como La Enseñanza, en el centro histórico de la Ciudad de México.
Su vínculo con La Enseñanza también quedaría plasmado en su retrato de Sor María Dolores Patiño y Omna, religiosa de la Orden de María que financió los dos lienzos murales citados, tal y como consta inscrito en ambas obras: "A devoción de la madre María Dolores Patiño con permiso de la R. M. Priora". Asimismo retrató a Sor Maria Ana Teresa Bonstet, una de las fundadoras de La Enseñanza y principal responsable de la finalización de la construcción del templo conventual. 
En 1782, creó el retrato de Sor Pudenciana Josefa Manuela del Corazón de María, con motivo de su profesión como monja concepcionista en el Convento de la Encarnación. Esta pintura de monja coronada sería adquirida por el pintor Frederic Edwin Church, a fines del siglo XIX, para decorar la Casa Olana, en Greenport, Estado de Nueva York. 
Entre 1798 y 1801, López ejecutó los catorce lienzos murales del Via Crucis del Templo del Señor del Encino, en Aguascalientes, considerado uno de sus trabajos más célebres.
En 1805, pintó una copia fiel del ayate de la Virgen de Guadalupe. Obra que adquiriría una especial relevancia histórica al convertirse en el Estandarte de Miguel Hidalgo (no confundir con el Blasón de Hidalgo). La imagen se conserva actualmente en el Museo Nacional de Historia, en Ciudad de México, y en su reverso puede leerse la siguiente inscripción: 

Esta imagen fue el Estandarte con que proclamó la Independencia en el año de 1810 el señor Cura Hidalgo. Se colocó en esta Parroquia el 12 de diciembre de 1853 con la mayor solemnidad, con la asistencia del señor Arzobispo Doctor Don Lázaro de la garza, el presidente de la República Don Antonio López de Santa Anna, los Señores Ministros, el Cabildo de esta Colegiata y con religiosos y corporaciones. La repuso (por estar muy maltratada) el Señor Bachiller Marcelo Orihuela Mayordomo de las limosnas que se colectan para el culto de María santísima de Guadalupe el 20 de enero de 1858

## Obras
- Maria Santísima de la Aurora destierra las tinieblas de la herejía, 1763, Pinacoteca de La Profesa, Ciudad de México
- Retrato de la religiosa María Ana Teresa Bonstet, 1779, Museo Nacional del Virreinato, Tepotzotlán
- La Virgen del Apocalipsis y La Asunción de la Virgen María, 1779, Templo de Nuestra Señora del Pilar (La Enseñanza), Ciudad de México
- Divino Esposo, c.1780, Denver Art Museum, Estados Unidos
- Retrato de Sor Pudenciana Josefa Manuela del Corazón de María, 1781,  Casa-Museo Olana, Greenport, Estados Unidos
- Retrato del virrey Matías de Gálvez y Gallardo, 1783, Museo Nacional de Historia, Castillo de Chapultepec, Ciudad de México
- Santa María Magdalena de Pazzi, 1786, Templo y Convento de San Joaquín, Tacuba, Ciudad de México
- Sagrado Corazón de Jesús, 1797, Museo Nacional del Virreinato, Tepotzotlán
- Alegoría de la Inmaculada Concepción como fuente de Gracia, 1797, Museo Nacional del Virreinato, Tepotzotlán
- La Pasión de Cristo (Via Crucis), c. 1798-1801, Templo del Señor del Encino, Aguascalientes
- Retrato de Nicolás de Segura, 1802, Colección privada
- Virgen de Guadalupe (estandarte de Hidalgo), 1805, Museo Nacional de Historia, Castillo de Chapultepec, Ciudad de México